# ボン太くん
ボン太くん（ボンたくん）は、著者：賀東招二、イラスト：四季童子のライトノベル及びそれを原作とする漫画、アニメ『フルメタル・パニック？ふもっふ』に登場する架空のキャラクターである。アニメ版における声優は金田朋子。

## 概要
短編シリーズのマスコットキャラクター。名前および容姿などの元ネタは、NHKで放送されていた幼児向け工作番組『できるかな』のゴン太くん。
アニメ版ではシャープペンシルの頭など、小道具としても登場することがある。アニメ版では第2作「フルメタル・パニック?ふもっふ」にのみ登場。例外として、TSR外伝「割とヒマな戦隊長の一日」でテッサのお気に入りのぬいぐるみとしてボン太くん人形が登場する（原作では犬のぬいぐるみ）。
短編シリーズのみに登場するが本編には一切登場せず、短編シリーズにおいても登場頻度はごく僅か。ただし、本編においてカリーニンが航空機事故の現場で本作の主人公である相良宗介が初めて会った時、唯一所有していたのがボン太くんらしきぬいぐるみであり、彼は母親の死を知った後、「この子はぼくが守るの」と言い、このぬいぐるみを手放そうとはしなかった。本編にボン太くんらしき物が登場したのはこのシーンのみである。後にカリーニンがアフガンで宗介と再会した時には、このぬいぐるみを抱いてはおらず、代わりにまだ熱が籠る弾切れの銃を抱いていた。
短編「つぶらなテルモピュライ」にて語られた設定によると、元々は「ふもふも谷のボン太くん」なるTVアニメのキャラクターであった。2000年代からみても非常に高水準な作品であったが、そのクオリティが仇となって制作費とスケジュールを食いつぶし、たった8話で打ち切られてしまった幻のアニメとされている。版権を持っていた代理店も潰れ、複雑な法廷闘争の末になぜか「おおかわ豆腐店」なる豆腐屋が版権を所持することとなった。しかしながらおおかわ豆腐店の計らいで、ボン太くんに関する版権は実質的にフリーとなったため、有志による同人イベント「ふもふもマーケット」などが開催されている。このイベントにはおおかわ豆腐店の販売コーナーも設けられており、絹ごし豆腐を買っていくことが愛好家としての大きなステータスとされている。
以下に作中、実質的にキャラクターとして登場したボン太くんを記す。

## 着ぐるみとしてのボン太くん
短編『一途なステイク・アウト』に登場したバージョン。この時点ではボイスチェンジャーを除いて、特殊な機能などは搭載されていない、ただの着ぐるみである。遊園地「ボン太くんランド」（アニメ版第2作「フルメタル・パニック? ふもっふ」では「ふもふもランド」）のマスコットキャラクターである。
外見・機能
見た目には、犬だかネズミだかよく分からない茶色の生き物。緑色の帽子を被っており、赤い蝶ネクタイを締めている。着ぐるみにはON、OFFが可能なボイスチェンジャーを搭載しており、外部に発せられる声は「ふもっふ」や「ふもふも」、「もっふる」といった、「ボン太くん語」になってしまう。理由は不明だがかなめだけが、その言葉を理解できるようである（アニメ版の「仁義なきファンシー」ではかなめがヘッドセットを装備しており、ボイスチェンジャーを通す前の宗介の声を拾っていると考えられる）。
また、宗介が着ぐるみに入ってからは、左頬に十字の傷が追加された。
武装は、その場に宗介が持参していた散弾銃だけである。
作中での活躍
元々着ぐるみの中にはランニング姿の老人が入っていたが、宗介が強奪しかなめの危機を救った。その後、警備員らに捕まりそうになるが、ボン太くんごと逃げ切ったようである。

## 強化服としてのボン太くん

### 押し売りのフェティッシュ
宗介はボン太くんの着ぐるみをなぜか気に入っており、『一途なステイク・アウト』においてこれを入手してからは、強化服として運用するための改修を行った。具体的には、外装を超アラミド繊維に変更したほか、指向性マイク・サーマルセンサー・暗視システムなどを組み込むなどしている。TV版ではこれに加えて軍用ヘルメットとタクティカルベストを装備している。
原作においてはボイスチェンジャー機能は停止しているが、若菜陽子に電気銃で攻撃された際に誤作動を起こし、以後はボイスチェンジャー機能をOFFにするとシステムダウンするようになってしまう。
かなめを「ぽに男」（アニメだと「ポニー」）から守るため護衛として運用されたが、若菜陽子の勘違いにより彼女と戦う羽目になった。なお、この際の武器は散弾銃とスタンロッド。なお、ポニーとは戦闘後、「ポニポニ」「ふもふも」のみで会話が成立していた。

### 「仁義なきファンシー」以降
前回の運用で実用性に難があったため、操縦系をアーム・スレイブ(AS)に極めて近い形に改良し（バイラテラル角の設定ができる）、モニタ画面を3画面から6画面に増加し、サーモグラフィなどの各種探知システムを充実させ、戦術支援AIまで搭載した。原作においては改修前からヘッドマウントディスプレイを採用している。これによって「人間サイズのAS」ともいうべき驚異的な個人兵装となっており、原作の記述によればライフル弾さえも無力化する防弾性能を持つ（アニメ版では拳銃弾が全く通用しない描写がある）。また、搭乗用のハッチがある。
AIプログラムの不具合があるためか、ボイスチェンジャーを作動しない限り、全ての機器が正常に作動しなくなってしまった（OFFにするとシステムがフリーズする）。本来ダメージを受けていないはずの量産型ボン太くんについても同様。ボイスチェンジャーを作動させると、「ふもふも」「ふもっふ」等としか発声できなくなる。
美樹原組組員と共にかなめと蓮の救出に向かった際は、「01」と記された角付きの軍用ヘルメットとタクティカルベストを装備していた（アニメ版のみ着用）。また、『身勝手なブルース』の記述によれば、宗介が持つ最も高価な"服"である。
米警察特殊部隊に納入されたタイプでは、若干仕様が変更されている（原型と比較して声が野太い）。また、著者によるとアマルガムの人間サイズのASであるアラストルと戦えば、ボン太くんが勝つと、あくまで冗談であるが述べている（ボン太くんは長編には全く登場しない）。

## 量産型ボン太くん
ボン太くんを気に入った宗介が私財を投じてベルギーの軍需企業、ブリリアント・セーフテック社のベアール社長と共に開発した特殊防護服。アニメ版において、こちらの声は水田わさびが担当した。
小説版では通常のボン太くんと同じく茶色だったが、TV版では体色が黒と灰色のまだら模様に変わっている。数々のハイテクを盛り込んでおり、宗介はこれを現代戦の様相を一変させる可能性がある装備として、世界各国の特殊部隊に売り込もうとしていたが、一蹴されてしまいほとんど売れなかった。購入先はマイアミ市警とFBIのみである。
作中では在庫の一部が都内の弱小暴力団美樹原組に無償で供与され、敵対する広域暴力団龍神会に壊滅的な経済的・精神的ダメージを負わせた。また、マイアミにおいても麻薬密売人の大規模摘発において実際に使用され、犯人グループをきわめて迅速に制圧し、効果的に戦意を喪失させ、コカイン50kgの押収に成功するという戦果を上げている。
主な武器は、ロケットランチャー・アサルトライフル・手榴弾で全て訓練弾である。
なお、『影武者のショウビズ』ではタレントの吉良浩介によって、テレビの生放送バラエティー番組で紹介されたことがある。

## 甘城ブリリアントパークにおけるモッフルとの関連性
同じく賀東招二の作品である『甘城ブリリアントパーク』には、ボン太くんと酷似したモッフルというマスコットキャラが登場するが、いわゆるスターシステム的なお遊び要素であり、両作品に繋がりは無い。
モッフルは着ぐるみではなく、『魔法の世界の住人』である。

## クロスオーバーゲーム作品での登場
本編シリーズには登場しない短編シリーズ限定の装備であり、完全に世界観を分ける存在となっているが、バンプレスト（後のバンダイナムコゲームス）発売の「スーパーロボット大戦シリーズ」と「Another Century's Episodeシリーズ」にも「フルメタル・パニックシリーズ」が出演した場合、ボン太くんは機体として登場する。
現在、『スーパーロボット大戦J』（以下『J』）、『スーパーロボット大戦W』（以下『W』）、『スパロボ学園』、『Another Century's Episode:R』（以下『A.C.E：R』）、『第3次スーパーロボット大戦Z 時獄篇』（以下『第3次Z 時獄篇』）、『スーパーロボット大戦V』（以下『V』）に登場している。
また、前述のとおり本編は一切登場せず、短編で数回のみ登場するキャラクター及び装備だが、Wや時獄編においては短編より出番がかなり多い。
反面、原作との差異が激しくなり、フルメタ本編シナリオがあまり再現されない原因となっている。
しかし、天獄編以降のシリーズではフルメタ本編シナリオを扱うようになったため、DLCシナリオや隠しシナリオのみの登場となった。
下記のように原作および男性キャラクターには呆れられることが多いが、他作品の、特に女性キャラクターには好意的にみられることが多く、敵キャラクターには驚愕されることが多い。また、敵キャラの一部には素で何を言っているのかわかる者がいる。
上記全作において登場機体の中で一番小さな機体でもある。また、量産型ボン太くんは、ボン太くんの必殺武器として登場する場合が多い。
以下全てスーパーロボット大戦シリーズの独自の扱い及び設定であり、原作とは全く異なる。
- 味方陣営は呆れている者が多かったが、一部キャラクター（主に女性キャラ）は「かわいい」と発言している。また敵陣営に与えた衝撃は味方以上で、戦場に似合わぬ愛らしい姿に、ラウ・ル・クルーゼは世界に対する憎悪が薄れてしまう。また「そのかわいらしさは罪」と叫ぶ者もいた。さらにその高い戦闘能力に脅威を感じる者や、地球製のテックシステムあるいはソリッドアーマーだと思い込む者がいるなど、強い存在感を放っていた（唯一、「超電磁マシーン ボルテスV」のハイネルのみ「余を愚弄しているのか!」と怒りを露にした）。

スーパーロボット大戦W
『W』では、マデューカスとカリーニンが、モチーフがクマなのかネズミなのかで言い争っていた。また、部隊への納入許可をクルーゾーに求めた際、「クルーゾー自身が装着して実地試験を行う」ことを条件に許可が下りた。陣代高校での戦闘で使用された際は、混乱を避けるためにかなめがボン太くん語を（台本通りに）翻訳する事になるも、伏字必須な暴言ばかりだったために、『勇者王ガオガイガー』の初野華にトラウマを植えつけてしまった（後に彼女は変質者に襲われそうになった事よりも、ボン太くんに恐怖していた。展開次第でトラウマは解消される）。
量産型ボン太くんの中に入っているのはゲーム1周目のシナリオでは陣代高校ラグビー部の部員だったが、2周目では『百獣王ゴライオン』のキャラクターが入っていたりする。なお、兜甲児があるエピソードで中身の人物をバラそうとしたが、流竜馬に「中の人などいない!」と止められるシーンがある。宗介がASに乗っている時とボン太くんの着ぐるみを着ている時では精神コマンドが異なる。また、第1部で登場した時と正式入手した際でも、精神コマンドが違っている。
Another Century's Episode：R
『A.C.E：R』では、敵基地に潜入する際「アクティブに敵を欺瞞するための装備」として使用される。見張りの敵機が怪訝に思っているところにロケットランチャーを撃ちこみ、一撃で破壊して見せた。無人機ですら戸惑う姿をしているようで、この方法で6つ警戒ラインを突破する等、この活躍に味方キャラは一様に驚いたり、「かわいい」と感激したりと様々な感想を抱く。
当該ステージで『マクロスF』のクラン・クランをメインキャラとして使用すると「帰ったらボン太くんを抱っこするんだ」と、並々ならぬ決意を持って作戦に挑む姿を見ることが出来る他、アンドロイドのオータム・フォーすら「ドキドキする」ともらしている。
第3次スーパーロボット大戦Z 時獄篇
『第3次Z 時獄篇』では、宗介に届けるためにヒイロ・ユイ、キリコ・キュービィーのどちらかが装着する（シナリオによって異なる）が、相当恥ずかしかったらしく終始無言になっていた（他にも「中の人」のことがバレないように気を使っている。トロワ・バートンは「（あれの中には）少年の夢と希望が詰まっている」と説明した）。また、ボン太くんが現れる度に『マクロスF』の早乙女アルトが「ボン太」と呼び、『A.C.E：R』同様ボン太くんを気に入ったクラン・クランが「『くん』を付けろよデコスケ野郎！」と返すのが定番になっている。
戦闘中においては、途方もない諦観の底にいるガドライト・メオンサムやアンチスパイラル、2万4千年越しの憎悪そのものであるトワノ・ミカゲさえも揺らがせた。なお、フル・フロンタルは大体何を言っているか把握した上で大真面目に対話している。
唯一入手経緯がきちんと説明されており、宗介が自腹で正規に購入したものであるとされている。使用しているパーツの一部は『装甲騎兵ボトムズ』のゴウトが仕入れている。
第3次スーパーロボット大戦Z 天獄篇
『天獄篇』ではDLCシナリオのみの登場となっている。RVF-25 メサイアのゴーストとの連携戦闘にアイデアを得た宗介が『時獄篇』の時点で考えていた「無人機との連携」を実装した「ボン太くん一斉攻撃」が追加される。量産機は「量産型ボン太くんシステム」なるシステムで動いており、文字通り「中の人などいない」。しかし、転倒したりハリセンを持っていたり対物ライフルやバズーカで武装した個体がいるなど個性は様々で、「中の人がいない」ようには見えない。なお、システムが完成しなかった場合はボランティア部の面々が量産型の着ぐるみを着る予定だったらしい。
『時獄篇』最終話ではサイズが「∞」になるため回避性能がガタ落ちする上に装甲の薄さが仇となり撃墜されやすくなってしまう欠点がある。撃墜された場合でも爆発はせず、煙幕を張って逃走する演出となっている。
スーパーロボット大戦V
『V』においては登場こそするが、以前のシリーズのように戦わせることで反応を示すキャラクターは少ない。無条件で入手可能だが条件を満たした場合、武装に「ボン太くん突貫」が追加される。

## その他
- 賀東は、短編の後書きで「ボン太くんのぬいぐるみが欲しい」と記している（短編第3巻『押し売りのフェティッシュ』、短編第5巻『仁義なきファンシー』の後書き）。その後、商品化された。その他の関連商品としては、バンダイのアクションフィギュアシリーズ『ROBOT魂』の「SIDE AS?」としてボン太くんの完成品フィギュアが発売されている。
- 「ふもっふ」以降のアニメを制作した京都アニメーション制作の『らき☆すた』にも、度々「ふもっふ」のマスコットとして、登場している。
- 「（宗介がボン太くんを入手し、戦闘用に改造してから）ボン太くんのボイスチェンジャーを落とすとシステムダウンする」という設定を受けて、「ふもっふ」のDVDには、メニュー画面に「ボイスチェンジャー」という項目がある。これをOFFにすると、本当にシステムダウンし画面が真っ暗になってしまうおまけ要素がある。